# Interner Standard
Ein Interner Standard ist ein Hilfsmittel bei quantitativen Analysen zur Erkennung von Probenverlusten während des Analyseverfahrens oder zur Mengenbestimmung eines Reinstoffes in einer Probe anhand des Vergleichs seiner Menge mit der bekannten Menge eines in der Probe enthaltenen internen Standards.
Im Gegensatz zum externen Standard befindet sich der interne Standard in der zu messenden Probe und wird daher gleich behandelt. Er ist jedoch nur für manche Verfahren geeignet.

## Eigenschaften
Der interne Standard wird meistens einer Probe zugesetzt, das Hinzufügen wird gelegentlich umgangssprachlich auch als spiking bezeichnet (von engl. spike ‚Spitze‘, nach der Form eines Messsignals). Der interne Standard dient als relative Bezugsgröße, der den Einfluss des Verfahrens auf das Ergebnis abbilden und eine Einschätzung der Qualität des Verfahrens erlauben soll. Hierfür sollten Reinstoffe verwendet werden, die dem Analyten möglichst ähnlich sind, in der Analysenprobe jedoch nicht vorkommen. Ein interner Standard wird jeder Probe (und den Kalibrierlösungen) in einem möglichst frühen Stadium des Analyseverfahrens in definierter Menge hinzugefügt.
Nach erfolgter Analyse wird das Ergebnis des internen Standards mit der erwarteten Menge verglichen (Bestimmung der Wiederfindungsrate). Hat der interne Standard durch das Verfahren seine Konzentration verändert, so wird angenommen, dass sich die Konzentration des Analyten in gleicher Weise verändert hat. Im optimalen Fall können systematische Fehler (z. B. Verluste durch die Probenvorbereitung) und zufällige Fehler (Messfehler durch Schwankungen der Geräteparameter) mit der Wiederfindungsrate des internen Standards korrigiert werden.
Voraussetzung für die Verwendung von internen Standards ist eine Analysemethode, mit der simultan der interne Standard und die Analyten bestimmt werden können (z. B. Chromatographie, ICP-Massenspektrometrie). Die Wahl des internen Standards muss sehr genau auf die untersuchte Probe und die analytische Methode abgestimmt sein. Die Auswahl muss sicherstellen, dass sich jeder Schritt des Verfahrens auf Analyt und internen Standard gleich oder ähnlich auswirkt. Dazu ist meistens eine gewisse Vorkenntnis der Probe notwendig. Im optimalen Fall ist auch die Menge des internen Standards ähnlich zur Menge des Analyten in der Probe (gleiche Größenordnung).

## Beispiel
Der Bleigehalt einer Sedimentprobe soll bestimmt werden. Dafür kann sofort nach der Probenahme zur Sedimentprobe eine bekannte Menge eines Metalls hinzugefügt werden, das dem Pb ähnlich ist, im Sediment aber nicht vorkommt (z. B. seltene Metalle wie Tl, Rh). Danach wird das analytische Verfahren normal durchgeführt, z. B. Sediment trocknen, zerkleinern, mit konzentrierter Säure aufschließen, die Säure abrauchen, den Rückstand aufnehmen und definiert verdünnen, ein Aliquot entnehmen und mittels ICP-MS den Bleigehalt und die Wiederfindungsrate des internen Standards bestimmen. Über die Wiederfindung des internen Standards wird der Bleigehalt in der Probe korrigiert.